# ماريان كييس
ماريان كييس (بالإنجليزية: Marian Keyes)‏ مواليد 10 سبتمبر 1963 في جزيرة أيرلندا، هي كاتبة و روائية أيرلندية. معروفه من خلال كتاباتها في أدب المرأة. حاصلة على جائزة الكتاب الأيرلندي وبيع من رواياتها أكثر من 22 مليون نسخة حول العالم وتُرجمت كتبها لأكثر من 32 لغة.

## وصلات خارجية
- ماريان كييس على موقع IMDb (الإنجليزية)
- ماريان كييس على موقع قاعدة بيانات الفيلم (الإنجليزية)

- الموقع الإلكتروني